# Park City, Kentucky
Park City är en ort i Barren County i delstaten Kentucky, USA.